# 西凌新村
西凌新村又稱西凌新邨，是中華人民共和國上海市黃浦區的一個住宅區，西起製造局路，北至西凌家宅路，剛建成時面積9.55公頃，總建築面積31萬平方米，高層住宅10幢，多層住宅23幢。該地原本為棚戶區，1984年被列為棚戶區改造區，1992年，該地建造1.95萬平方米的商住辦綜合樓。1995年12月18日，住宅區全面建成，同年西凌住宅小區（西凌小區）更名為西凌新村。1996年，西凌新村被命名為上海市文明小區。